# Ortler
Der Ortler (italienisch Ortles) ist mit einer Höhe von 3905 m s.l.m., nach österreichischer Vermessung 3899 m ü. A., die höchste Erhebung der italienischen Provinz Südtirol und der Region Tirol. Der größtenteils aus Hauptdolomit aufgebaute, stark vergletscherte Berg ist der Hauptgipfel der Ortler-Alpen, einer Gebirgsgruppe der Südlichen Ostalpen. Seine Erstbesteigung auf Befehl von Erzherzog Johann von Österreich im Jahre 1804 zählt zu den bedeutendsten alpinistischen Ereignissen jener Zeit. Bis zur Abtrennung Südtirols von Österreich 1919 war der Ortler der höchste Berg Österreich-Ungarns. (Lediglich von 1815 bis 1859 war der höchste Gipfel des Kaisertum Österreich vorübergehend der Piz Zupò). Während des Ersten Weltkriegs richtete die k.u.k. Armee auf dem Berg die mit mehreren Geschützen ausgestattete höchstgelegene Stellung dieses Krieges ein. Heute gilt der Ortler unter Bergsteigern als eines der bedeutendsten Gipfelziele der Ostalpen. Alle Routen zum Gipfel sind anspruchsvolle Hochtouren, von denen der Normalweg von Norden die am meisten begangene ist. Alpinistisch bedeutend ist auch die Nordwand des Berges, die als größte Eiswand der Ostalpen gilt, in der jedoch immer mehr Fels zutage tritt.

## Geographie

### Lage und Umgebung
Der Ortler liegt im Westen Südtirols, im oberen Vinschgau, nahe der Grenze zur Provinz Sondrio in der Lombardei und der Staatsgrenze zur Schweiz. Er ist Teil des gewaltigen Gebirgszugs des Ortler-Hauptkamms in den nördlichen Ortler-Alpen, wobei er sich in einem am Zebrù (3735 m) gegen Norden abzweigenden Seitenkamm erhebt, der das Trafoital mit der Stilfser-Joch-Straße und der Ortschaft Trafoi (1543 m) im Westen vom Suldental mit dem Ort Sulden (1843 m) im Osten trennt. Nördlich des Ortlers folgen im Kammverlauf die Tabarettaspitze (3128 m), der Bärenkopf (2852 m) und die Hochleitenspitze (2798 m), hinter der das Trafoital beim Weiler Gomagoi (1256 m) in das Suldental einmündet. Das gesamte Gebiet gehört zur Gemeinde Stilfs und ist Bestandteil des Nationalparks Stilfserjoch.
Die Aussicht vom Gipfel umfasst die Ötztaler Alpen, die Silvretta- und Berninagruppe sowie die Adamello-Presanella-Alpen, die Brenta und die Dolomiten. An klaren Tagen reicht sie im Westen bis zum etwa 185 Kilometer entfernten Finsteraarhorn in den Berner Alpen. Auch das ganze Gebiet um den Reschenpass und die Malser Haide ist gut zu sehen.  Im Hauptkamm erheben sich nahe neben dem Zebrù weitere Hochgipfel wie die Königspitze (3851 m) und die Thurwieserspitze (3652 m), benachbarte Gebirgszüge sind der Chavalatschkamm mit der Rötlspitze (Piz Cotschen, Punta Rosa, 3026 m) westlich des Trafoitals, und die Laaser Berge mit der Vertainspitze (3545 m) östlich des Suldentals. Alle diese Gebirgskämme werden ebenfalls zu den Ortler-Alpen gezählt.
Der Ortler ist der höchste Berg im Umkreis von 49 Kilometern, bis zum Piz Zupò (3996 m). Dieser befindet sich in der Berninagruppe mit dem Piz Bernina (4049 m). Um dorthin zu gelangen, müsste bis zum 1955 m hohen Passo di Fraele abgestiegen werden. Die Schartenhöhe des Ortlers beträgt somit 1950 Meter. Diese Schartenhöhe wird in den Alpen nur von 13 weiteren Bergen übertroffen.

### Topographie
Der Ortler weist eine verhältnismäßig starke Gliederung aus zahlreichen Graten, Wänden und Gletschern auf. Der Gipfel selbst ist eine nur etwa 20 Meter hohe Erhebung über dem Ortlerplateau, einer großen, nach Nordwesten in Richtung zur Hohen Eisrinne (auch Trafoier Eisrinne) und zum Trafoital hin leicht abfallenden Hochfläche, die vom Oberen Ortlerferner bedeckt ist. Auf allen Seiten schließen steile Felswände an dieses Gletscherplateau an, insbesondere an seiner östlichen Begrenzung, dem Nordgrat oder Tabarettakamm. Dieser verläuft über die unbedeutende Graterhebung Tschierfeck (auch Tschirfeck, 3316 m) zur 3128 m hohen Tabarettaspitze und bricht in östlicher Richtung, also zum Suldental hin, mit Eisbrüchen zur 1200 Meter hohen vereisten Nordwand und zu dem darunter liegenden Marltferner ab. Dieser wird im Südosten vom nach Nordosten verlaufenden Marltgrat begrenzt, von dem in nordnordöstlicher Richtung ein Seitenast, der Rothböckgrat abzweigt. Die Ostwand des Ortlers wird von einem steilen Couloir, der Schückrinne, durchzogen, die in den darunterliegenden End-der-Welt-Ferner mündet. Im Südosten zieht der teilweise vergletscherte Hintergrat über den Signalkopf (3725 m), den Oberen (3466 m) und Unteren Knott (3212 m) hinab zum Hintergratkopf (2813 m). Die Südostwand wird von der Minnigeroderinne durchzogen, unter der der Suldenferner liegt. In Richtung Süden führt vom Ortler-Vorgipfel (Anticima, 3845 m) der Hochjochgrat zum 3535 m hohen Hochjoch, dem Übergang zum Monte Zebrù. Westlich des Hochjochs liegt der Zebrùferner, der zum bereits zur Lombardei gehörenden Val Zebrù (Zebrùtal) abfließt. Im Norden trennt der 3353 m hohe Ortlerpass den Zebrùferner vom nordwestlich in Richtung Trafoital fließenden Unteren Ortlerferner. Den nördlichen Abschluss dieses Gletschers bildet der bis zu 1000 Meter hohe Felsaufschwung der Hinteren Wandlen, die den südwestlichen Abbruch des Oberen Ortlerferners bilden. Nach Nordwesten münden die Hinteren Wandlen in den Pleißhorngrat, der das 3158 m hohe Pleißhorn (Corno di Plaies) trägt.

## Geologie

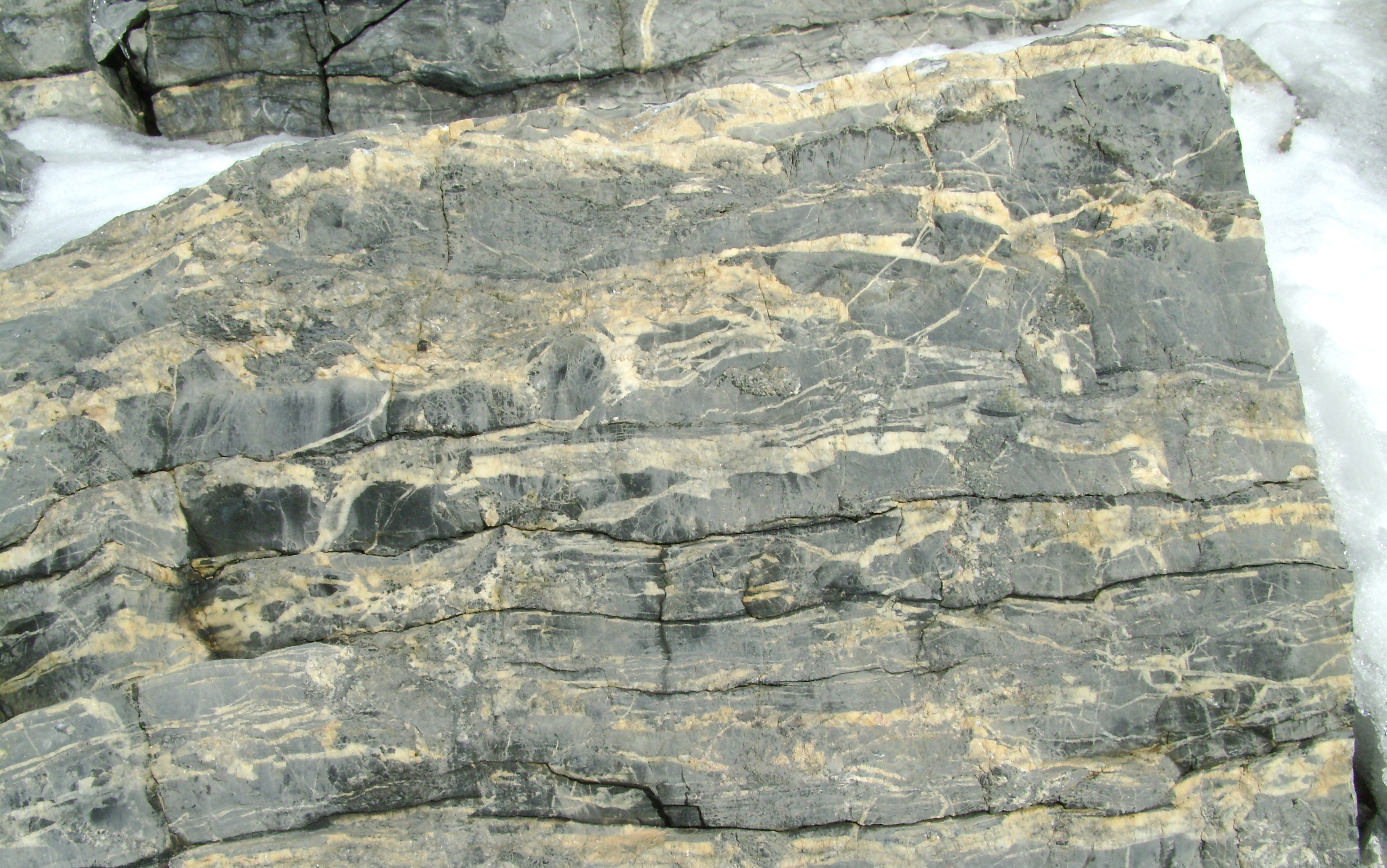
Metamorpher Dolomitfels am Hintergrat des Ortlers

Der Gipfelaufbau des Ortlers besteht im Wesentlichen aus Hauptdolomit, einem Flachwasser-Sedimentgestein der Obertrias, genauer des Noriums. Er weist die typische waagrechte Bankung auf, wie sie auch in den nahe gelegenen Dolomiten auftritt. Im Unterschied zu den dortigen Gesteinen ist der Ortlerdolomit jedoch schwach metamorph überprägt, das heißt, er wurde in der Oberkreide vor etwa 90 Millionen Jahren unter hohem Druck auf etwa 400 °C erhitzt. Nach der heute vorherrschenden Interpretation des geologischen Aufbaus der Alpen geschah dies bei der nordwärts gerichteten Verschiebung der Nördlichen Kalkalpen über die Ortler-Alpen hinweg. Das Gestein zeichnet sich daher neben seiner dunkleren, grauen Farbe vor allem durch das Fehlen von Fossilien aus, da diese während der Metamorphose zerstört wurden. Darüber hinaus liegt der Dolomit des Ortlers viel höher als in allen anderen Verbreitungsgebieten dieses Gesteins. Nach dem Eiger ist der Ortler der zweithöchste aus Sedimentgestein bestehende Gipfel der Alpen. Der Ortlerdolomit unterliegt daher in weitaus höherem Ausmaß der Frostverwitterung als der Fels der Dolomiten, der von der Verwitterung durch flüssiges Wasser (chemische Verwitterung) geprägt ist, und weist glattere Oberflächen und eine große Brüchigkeit auf, wodurch er sich auch schlechter zum Klettern eignet. Eingelagert in den bankigen Hauptdolomit sind neben einigen mehrere Meter dicken Olisthostromen auch Schichten von „Kalkschiefer“. Insgesamt erreicht der Dolomit des Ortlers eine Mächtigkeit bis zu 1000 Metern, wobei häufig vermutet wird, durch mehrfache Überschiebung habe sich hier eine ursprünglich dünnere Dolomitabfolge zu solcher Dicke aufgestapelt. Diese These gilt jedoch bis heute nicht als vollständig gesichert, da der Ortler immer noch ungenügend geologisch untersucht ist. Geologische Forschungen waren aufgrund der Gletscherbedeckung lange Zeit schwierig. Erst in den letzten Jahrzehnten wurde durch den Gletscherschwund mehr Gestein freigelegt.
Unterlagert wird der Dolomit von schwach metamorphen Konglomeraten, Sandsteinen und Gips aus der Untertrias sowie von Alpinem Verrucano aus dem Perm. Diese Schichten sind aber nur wenige Meter mächtig. Sie ruhen auf einem Fundament aus Veltliner Basiskristallin. Dieses Kristallin hat vor der kreidezeitlichen schon während der Kaledonischen und der Variszischen Orogenese jeweils Metamorphosen erfahren, die überdies intensiver waren. Es handelt sich heute hauptsächlich um Gneis, Glimmerschiefer und Phyllit, die das Bild der Landschaft bis in eine Höhe von etwa 2700 m prägen.
Tektonisch gehört der Ortler zum ostalpinen Deckenstapel.

## Klima und Vergletscherung

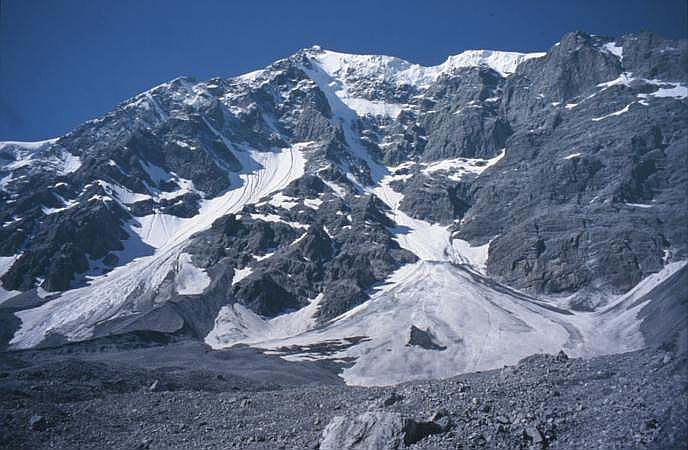
Eisschlag vom Oberen Ortlerferner und Lawinen aus der Nordwand speisen den darunter liegenden, großteils schuttbedeckten Marltferner

Das Gebiet um den Ortler ist von einer hohen Reliefenergie geprägt: Das nur zwölf Kilometer entfernte Prad am Stilfserjoch im Etschtal liegt 3000 Meter unterhalb des Ortlergipfels. Diese außergewöhnlichen Höhenunterschiede führen dazu, dass verschiedene Vegetationsstufen besonders eng nebeneinander zu finden sind. Die in sonnigen tiefen Lagen etwa des nahegelegenen Martelltals vertretene submediterrane Vegetation ist am Ortler selbst zwar nicht zu finden, insgesamt ist das Klima des Gebietes jedoch vom Mittelmeerklima beeinflusst und daher trockener und milder als das in den nahegelegenen Zentralalpen, die die Ortler-Alpen vor den Niederschlägen der Alpennordseite abschirmen. Die Jahresniederschläge übersteigen daher kaum 1000 Millimeter pro Jahr. Die Schneegrenze liegt um einiges höher als in den Zentralalpen.
Das hohe Ausmaß an Vereisung am Ortler ist daher nur am höchstgelegenen Gletscher, dem Oberen Ortlerferner, auf die in der Höhe niedrigen Temperaturen zurückzuführen. Am Gipfelplateau wurden schon Temperaturen von etwa −40 °C gemessen. Die Entstehung der tiefer liegenden Gletscher um den Berg, insbesondere des Suldenferners, ist eher eine Folge der topographischen Verhältnisse. Diese Gletscher haben nur kleine Niederschläge akkumulierende Nährgebiete und werden großteils von Eis- und Schneelawinen gespeist, die über die steilen Flanken abgehen. Der Eisschlag vom Oberen Ortlerferner kann dabei 2000 Höhenmeter überwinden und die Straße nach Sulden gefährden. Auch durch Schneelawinen aus der Ortlernordwand wurde die Straße schon mehrmals verlegt, dabei starben beispielsweise im April 1975 mehrere Menschen. Im flacheren Gelände unterhalb der Steilwände können sich diese Schnee- und Eismassen zu neuen Gletschern sammeln. Durch den anhaltenden Steinschlag aufgrund des brüchigen Gesteins des Ortlers kommt es auf diesen Gletschern zu einer besonders starken Schuttbedeckung, insbesondere am Sulden-, End-der-Welt- und Marltferner, die teilweise komplett unter Gestein verborgen liegen.

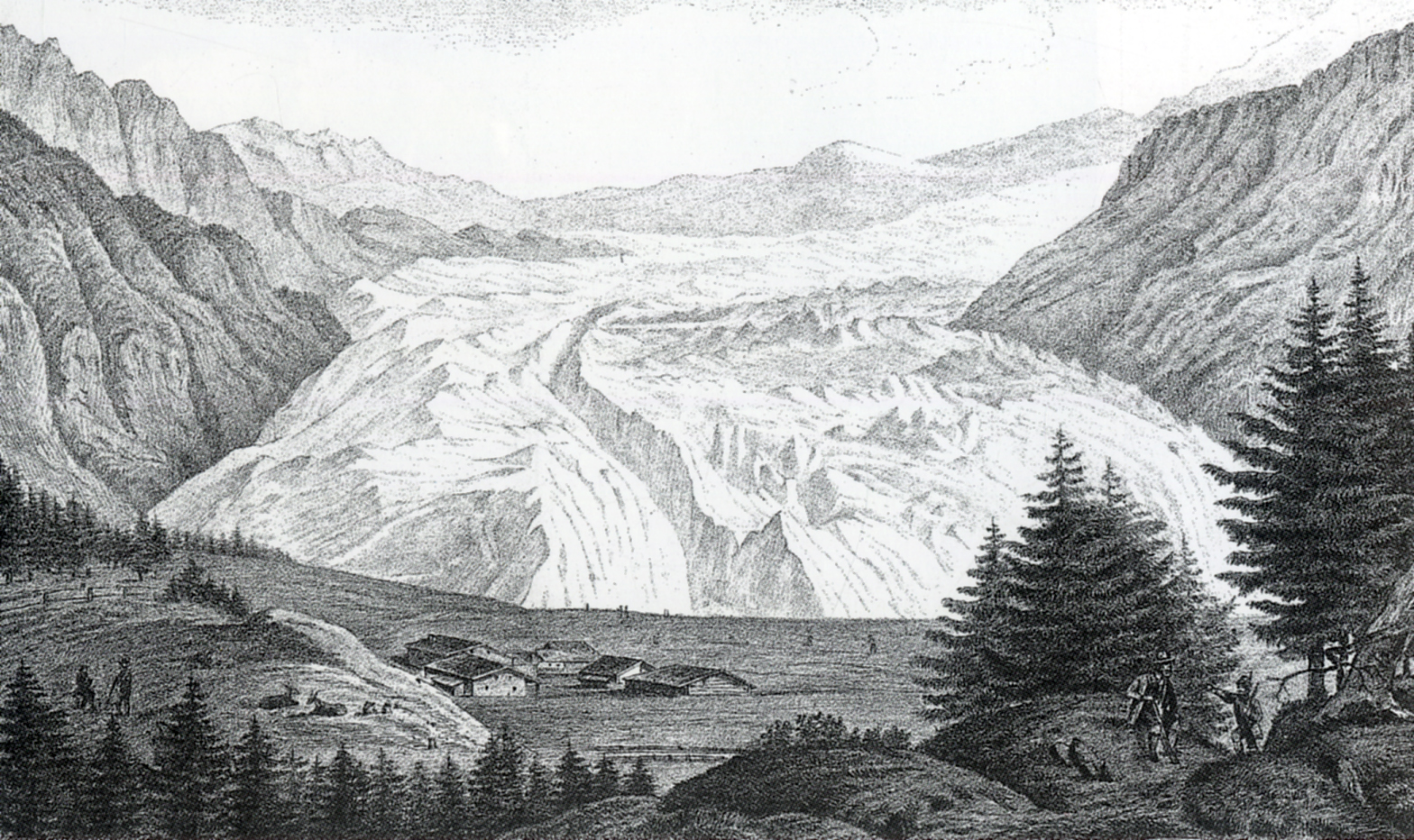
Beim Vorstoß von 1819 war die Zunge des Suldenferners nur noch „380 Schritte“ von den Gampenhöfen in Sulden entfernt

Der Rückgang der Gletscher nach der Kleinen Eiszeit unterschied sich am Ortler deutlich von den meisten anderen Alpengletschern, die etwa um 1860 ihren Höchststand erreichten. Am Suldenferner kam es viel früher, zwischen 1817 und 1819, zu einem äußerst raschen Vorstoß, der sogar das Siedlungsgebiet von Sulden bedrohte. Von einem kleineren weiteren Vorstoß Mitte des 19. Jahrhunderts abgesehen ging er seither ebenso wie die anderen Gletscher der Region fast ständig zurück. Ende des 20. Jahrhunderts nahm der Gletscherschwund stark zu. Die Ursache liegt dabei nicht im stärkeren Abschmelzen in der Zehrzone der Gletscher, sondern im Rückzug der Nährgebiete bis in eine Höhe von über 3500 m wegen der höheren Sommertemperaturen. In den tieferen Regionen bildet die mächtige Schuttbedeckung einen Schutz gegen das Abschmelzen, sodass die Gletscher dort nach wie vor bis etwa 2500 m, also etwa 300 Meter tiefer als auf der anderen Talseite des Suldentals, hinabreichen. Das zurückgehende Eis hat Auswirkungen auf den Alpinismus am Ortler, da viele klassische Routen schwieriger und durch die erhöhte Steinschlaggefahr auch gefährlicher werden, sodass sie teilweise kaum noch begehbar sind. Die Nordwand hingegen ist etwas flacher und ihre Begehung damit einfacher geworden: Der mächtige Hängegletscher, der bis in die zweite Hälfte des 20. Jahrhunderts die Wand dominierte, ist mittlerweile komplett verschwunden.

## Flora und Fauna

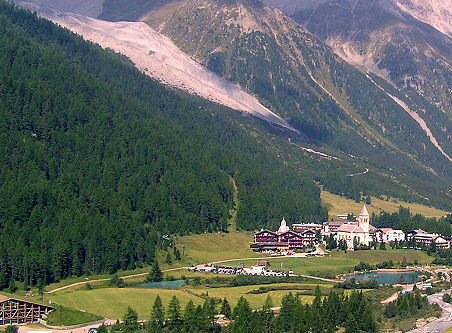
Am Fuß des Ortlers: Felder und Bergwald bei Sulden, dahinter Moränenschutt des Marltferners, in tieferen Regionen von Latschenkiefern bewachsen

Die tiefsten Regionen an den Hängen des Ortlers sind von Fichtenwäldern bedeckt, landwirtschaftliche Flächen finden sich nur in den Talsohlen des Sulden- und Trafoitals. In den höheren Regionen nimmt der Bestand an Kiefern und Lärchen zu, die bis zur Waldgrenze auf etwa 2000 m bis 2200 m häufig von Zirbenbeständen abgelöst werden. Diese Waldgrenze liegt wegen der jahrhundertelangen Almwirtschaft niedriger als die natürliche Höhenlage, in den letzten Jahrzehnten kam es jedoch zu einem Rückgang der Weidewirtschaft und damit auch zu einem Anstieg der Waldgrenze. Oberhalb folgen Latschenkiefergürtel, insbesondere auf den aus Dolomitschutt bestehenden Moränenablagerungen. Auf kristallinen Böden nehmen häufig Grün-Erlengebüsche ihren Platz ein. Oft ist in den oberen Regionen der Bergwälder und in der Zwergstrauchheide darüber die Alpenrose zu finden. Diese Heiden und die Matten der Alpinen Vegetationszone weisen aufgrund der Vielfalt von Böden und Landschaftsformen eine hohe Artenvielfalt auf. Die Pflanzengemeinschaft umfasst hier sowohl typisch west- als auch ostalpine Arten ebenso wie kalkstete und auf Silikatböden spezialisierte. Besonders seltene Pflanzen sind der Blattlose und der Felsen-Steinbrech, das Flattnitz-Felsenblümchen, das Moosglöckchen und die Inntaler Primel. Enziane kommen häufig vor, das Edelweiß ist hingegen selten zu finden. Die am höchsten steigende Blütenpflanze ist der Gletscherhahnenfuß, in den höchsten Lagen wachsen nur noch vereinzelte Moose und Flechten.
Häufigstes großes Säugetier des Ortlergebietes ist der Rothirsch, der in den Wäldern, manchmal aber auch auf den alpinen Matten, weit verbreitet ist und mangels natürlicher Feinde für das Ökosystem problematische Bestandszahlen erreichen kann. Das Reh ist hingegen etwas seltener vertreten. Ebenfalls in den Bergwäldern, vor allem aber im Bereich der Waldgrenze bis hinauf an die Gletschergrenzen sind die Gämse und das Alpenmurmeltier zu finden. Der Schneehase ist hier relativ selten, dafür steigt der Feldhase bis in die almwirtschaftlich genützten Höhenlagen. Vorherrschendes Raubtier ist der Fuchs, dessen Bestandszahlen allerdings starken Schwankungen unterworfen sind, Dachs und Wiesel kommen seltener vor. Der Braunbär, der lange Zeit in diesem Gebiet nicht mehr vorkam, trat in den letzten Jahren manchmal wieder am Fuße des Ortlers auf. Der Alpensteinbock wurde vermutlich im 18. Jahrhundert in den Ortler-Alpen ausgerottet. Im Zebrùtal im lombardischen Teil des Nationalparks Stilfserjoch wurden aber in den 1960er Jahren wieder Tiere ausgewildert. Der Bestand von mittlerweile mehreren hundert Tieren hält sich jedoch nach wie vor fast ausschließlich in diesem Gebiet auf, im Ortlergebiet gibt es nur sporadische Sichtungen. Mit einer weiteren Besiedlung wird aber gerechnet, der Ortler wird als für Steinböcke geeignetes Habitat eingeschätzt. Das am weitesten hinaufsteigende Säugetier ist die Schneemaus, die bis in die Gletscherregionen vorkommt.
Prominentester Vertreter der Vogelfauna ist der Steinadler das Symboltier des Nationalparks Stilfserjoch. Am Ortler ist er hauptsächlich im Trafoital zu finden und jagt hier neben Murmeltieren Schnee- und Haselhühner. Der größte Greifvogel ist jedoch der Bartgeier, der hier vereinzelt wieder vorkommt. In den Wäldern leben der Auerhahn und Tannenhäher, Schneefink, Uhu und Kolkrabe sind auch in den alpinen Regionen zu finden. In den höher gelegenen Felsen jagt der Mauerläufer, die Alpendohle kommt bis zum Gipfel hinauf vor.
Die Reptilien weisen als Besonderheit wie in anderen alpinen Höhenlagen die schwarze Varietät der Kreuzotter auf, die Höllenotter. Ein bemerkenswerter Wirbelloser in der Eisregion ist der Gletscherfloh, der vor allem am Suldenferner häufig zu finden ist.

## Namensherkunft, Sagen und Geschichten

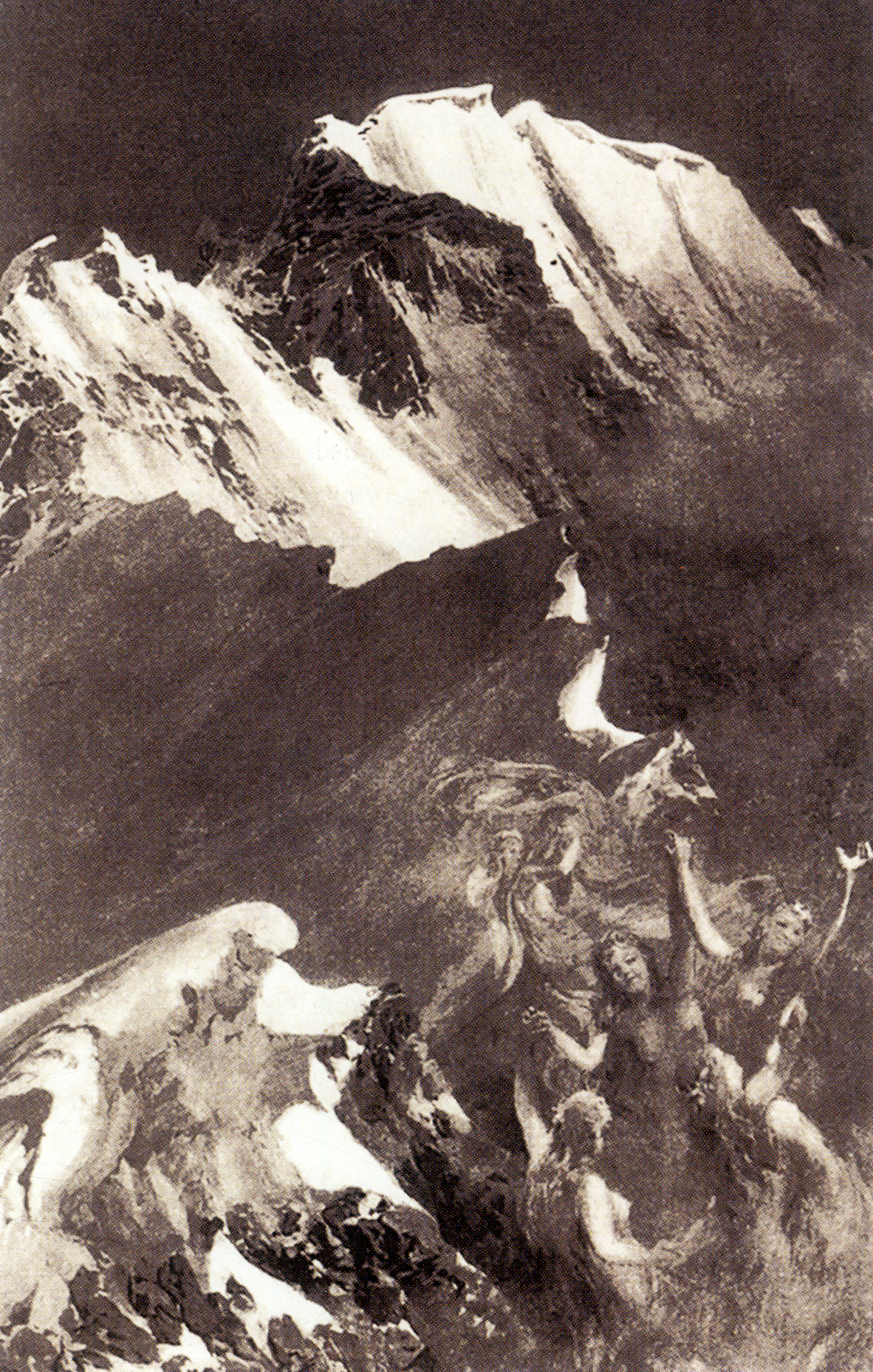
Edward Theodore Compton: Berggeister am Ortler, hier gesehen vom Hochjoch

Der Ursprung des Namens Ortler ist umstritten. Vielfach wird der heutige italienische Name Ortles, auch in der Variante Orteles, als älter angesehen. Er war bis ins 19. Jahrhundert auch auf deutschsprachigen Karten zu finden. Julius Payer berichtete im Zuge seiner kartografischen Arbeiten, in Sulden sei bei der ansässigen Bevölkerung der Name Ortler in Gebrauch und verwendete daher diesen, der sich in der Folge im deutschsprachigen Raum durchsetzte. Häufig wird eine Ableitung des Bergnamens von dem bereits 1382 belegten Ortlerhof in Sulden („Abraham dictus Ortla“) und der darüber liegenden Ortleralm, auch Ortls genannt, angenommen. Dieser Hofname soll wiederum auf Ortl, eine Kurzform des Namens Ortwin oder Ortnit zurückzuführen sein. Eine andere Theorie setzt hingegen den Bergnamen als älter und somit als Ursprung des Hofnamens an. Etymologisch ließe sich Ortler demnach als Ableitung aus dem althochdeutschen ort mit der Bedeutung „Spitze“ deuten. Die populäre Bezeichnung „König Ortler“ ist bereits im frühen 19. Jahrhundert dokumentiert. Auch als „König der Ostalpen“ wird der Berg häufig bezeichnet. Dies ist darauf zurückzuführen, dass die Berninagruppe bis ins 20. Jahrhundert den Westalpen zugerechnet wurde und der Ortler daher lange Zeit als höchster Berg der Ostalpen galt.
Aus der Germanischen Religion stammt die Vorstellung der Wilden Jagd, die hier als Wilde Fahr bekannt war, und die ebenfalls am Ortler ihren Ausgangspunkt nehmen sollte. Auch in diesem Mythos wird der Ortler mit dem Totenreich in Verbindung gebracht.
Bekannter ist eine später entstandene Sage, in der der Ortler als Riese erscheint. Dieser wird vom Stilfser Zwerg bezwungen und in einem Gedicht verspottet („Ach, Riese Ortler, wie bist du noch so klein …“) und erstarrt daraufhin in Eis und Schnee. Aus dem 19. Jahrhundert stammt die Geschichte von einem Bären, der 1881 auf der Flucht vor seinen Jägern über den Hintergrat nach Trafoi entkommen sein soll. Auch das Bärenloch, ein Gletscherbecken unterhalb des Tschierfecks, wird mit einem Bären im Ortlereis in Zusammenhang gebracht: Es soll seinen Namen dem Fund eines Bärenskeletts an dieser Stelle zu verdanken haben.

## Stützpunkte und Routen

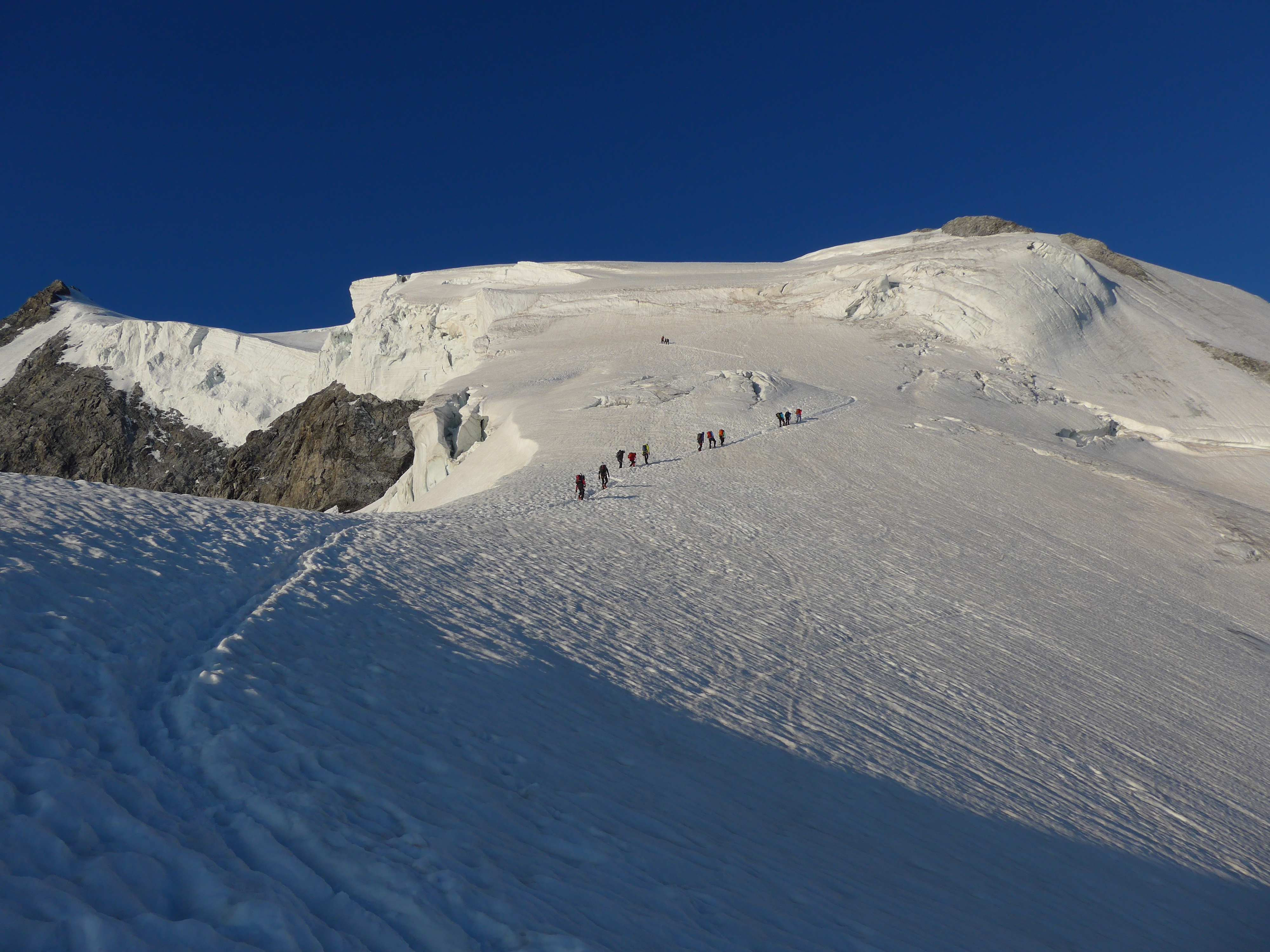
Aufstieg über den Oberen Ortlerferner am Normalweg

Zum Gipfel des Ortlers führen zahlreiche Routen, die alle als ernsthafte Hochtouren einzustufen sind. Die meisten dieser Wege sind jedoch fast ausschließlich von historischem Interesse und werden sehr selten begangen, viele wurden nach ihrer Erstbegehung nie mehr wiederholt.
Ausgangspunkt des Normalwegs auf den Ortler ist die nördlich der Tabarettaspitze gelegenen Payerhütte (3020 m), die über die Tabarettahütte (2556 m) von Sulden aus oder von Westen von Trafoi aus erreichbar ist. Von dort führt der Weg, teilweise als Klettersteig versichert, über den Nordgrat und dann im bis zu 40° steilen Eis und Firn über das Tschierfeck mit der Biwakschachtel Tschierfeckhütte (Bivacco Lombardi, 3316 m) und den Oberen Ortlerferner zum Gipfel. Die Schwierigkeit wird mit III− (UIAA), nach anderen Angaben II bis III+ angegeben, für die Begehung werden drei bis fünf Stunden veranschlagt. Diese Route ist der leichteste und am häufigsten begangene Anstieg auf den Ortler und wird meist auch in Verbindung mit anderen Anstiegen als Abstiegsroute benutzt.
Die Tabarettahütte (Rifugio Tabaretta, 2556 m) ist Ausgangspunkt für die Durchsteigung der Nordwand. Die Routen durch die Nordwand sind durch den Gletscherschwund erheblichen Veränderungen unterworfen. Teilweise wurden sie durch die zurückgehende Steilheit leichter, die Schwierigkeits- und Steilheitsangaben für den Ertlweg und seine mehreren Varianten sind daher unterschiedlich und reichen von 55° bis senkrecht. Manche Routen wie der überhängende Direkte Hängegletscher existieren nicht mehr. Der Holl-Witt-Weg im Westen der Nordwand gilt mit V− und bis zu 90° steilem Eis als eine der schwierigsten kombinierten Routen der Ostalpen. Der Nordostpfeiler (V+, 60°) und die Nordostwand (VI−, 60°) verlaufen überwiegend im Fels. Auch der Rothböckgrat (IV, 55°) kann von der Tabarettahütte aus erreicht werden.
Die K2-Hütte (2330 m) liegt unterhalb des Marltgrates und ist von Sulden aus über den Langenstein-Sessellift zugänglich, ein zweiter Lift erschließt von hier aus den unteren Teil des End-der-Welt-Ferners für das Skigebiet Sulden. Die wichtigste Route von der Hütte hier aus ist der Marltgrat (III, 50°), daneben kann auch die Schückrinne (III, 55°) begangen werden.

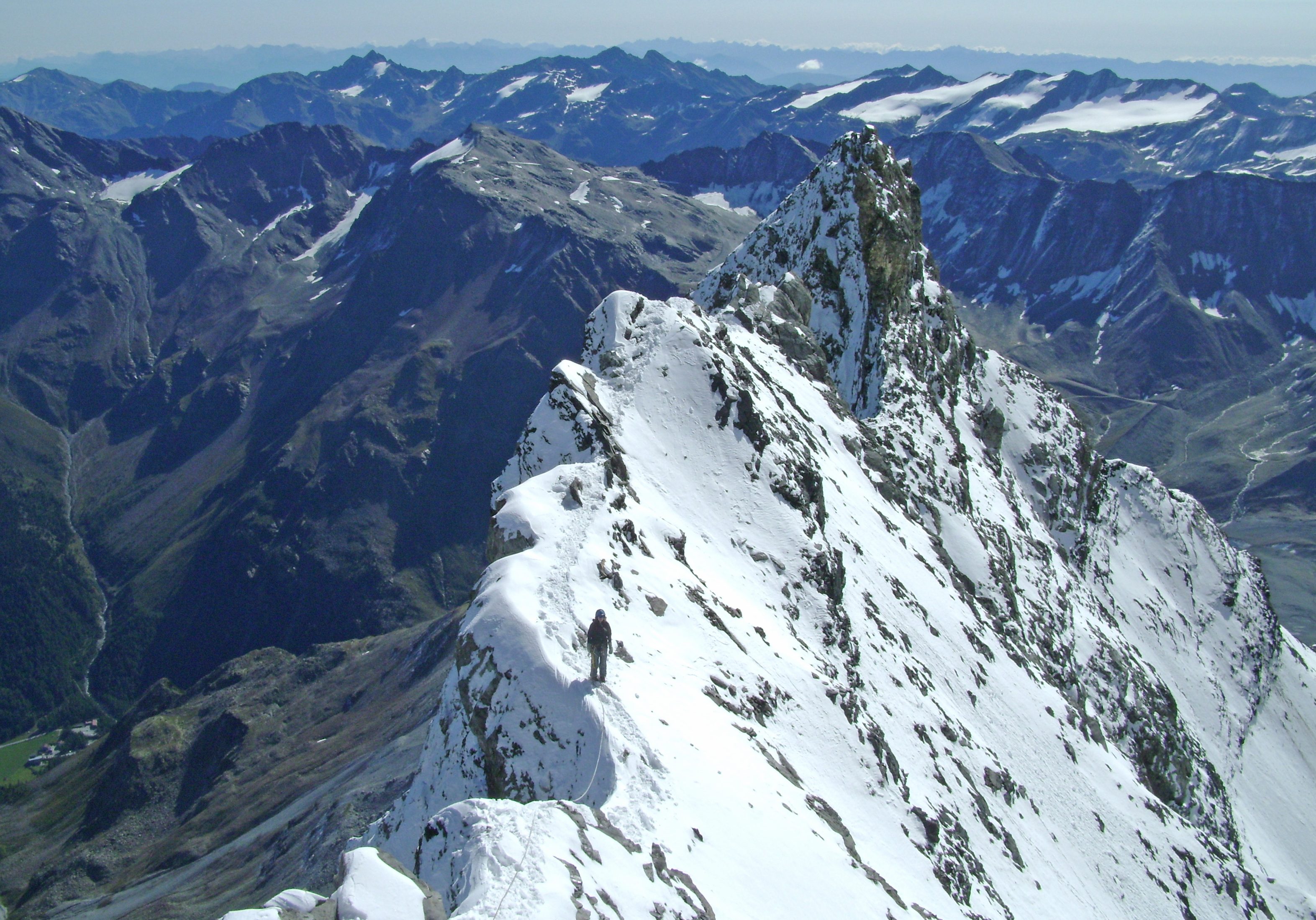
Rückblick beim Aufstieg am Hintergrat

Ein weiterer wichtiger Ausgangspunkt ist die Hintergrathütte (Rifugio Alto del Coston, 2661 m) unterhalb des Suldenferners. Von dort führt die beliebte Route über den Hintergrat zum Gipfel, die Kletterschwierigkeiten bis IV- und Steigungen in Eis und Firn bis zu 40° aufweist. Weitere Anstiege von der Hintergrathütte aus sind der Untere Hintergrat (III, 45°), die Minnigeroderinne (45°) mit ihrer Direkten Ausstiegsvariante (50°), die Südsüdostwand (auch Lannerführe, III, 45°–50°), und die Harpprechtrinne (III, 50°) zum Hochjochgrat. Von der Minnigeroderinne abgesehen werden diese Wege jedoch kaum begangen.
Das Hochjochbiwak (Bivacco città di Cantù, 3535 m) zwischen Ortler und Monte Zebrù ist Ausgangspunkt für den Weg über den Hochjochgrat (IV, 50°). Die weiteren Routen auf dieser Seite wie der Südwestgrat (IV, 50–55°) sowie die Linke (45–50°) und Rechte Westwand (IV, 55°) sind kaum von Bedeutung.
Die weiteren Anstiege auf der Südwestseite des Ortlers werden neben dem Hochjochbiwak auch von der Berglhütte (Rifugio Borletti, 2188 m) aus erreicht. Neben der unbedeutenden Südwestwand Pinggera-Tomasson (III, 50°) ist hier hauptsächlich der nur historisch bedeutsame, heute aber nicht mehr begangene Weg der Erstersteiger, die Pichlerführe durch die Hinteren Wandlen (II, 45–50°) zu nennen. Weitere Routen sind der Soldàweg (IV, 60°), der Südwestpfeiler (V+) und der Nördliche Weg durch die Südwestwand (IV). Verhältnismäßig häufig wird der stellenweise versicherte Meraner Weg (III, 40°) über den Pleißhorngrat begangen. Zum Pleißhorngrat führt auch die Stickle-Pleiß-Rinne (IV−, 45°), östlich davon sind die Nordwestwand (IV, 50°), La casa di Asterione (V, 80°) und Via un battito d’ali (60°) zu finden.
Von der Berglhütte aus wird auch der Weg über die Hohe Eisrinne begangen, der zum Nordgrat und von dort über den Normalweg zum Gipfel führt. Dieser Weg ist im Sommer kaum von Bedeutung, gilt jedoch im Frühjahr als der einzige Skianstieg zum Ortlergipfel.

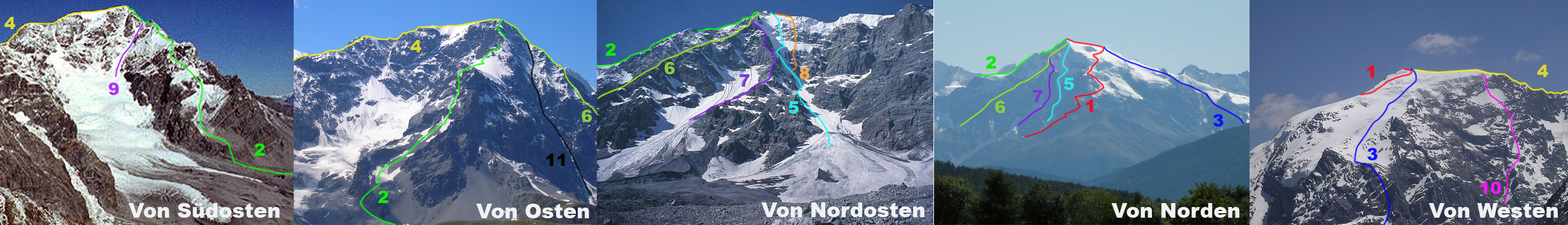
Einige wichtige Routen am Ortler: 1=Normalweg, 2=Hintergrat, 3=Meranerweg, 4=Hochjochgrat, 5=Ertlweg, 6=Marltgrat, 7=Rothböckgrat, 8=Holl-Witt-Weg, 9=Minnigeroderinne, 10=Pichlerführe, 11=Schückrinne

## Erschließungsgeschichte

### Erstbesteigung und weitere frühe Expeditionen

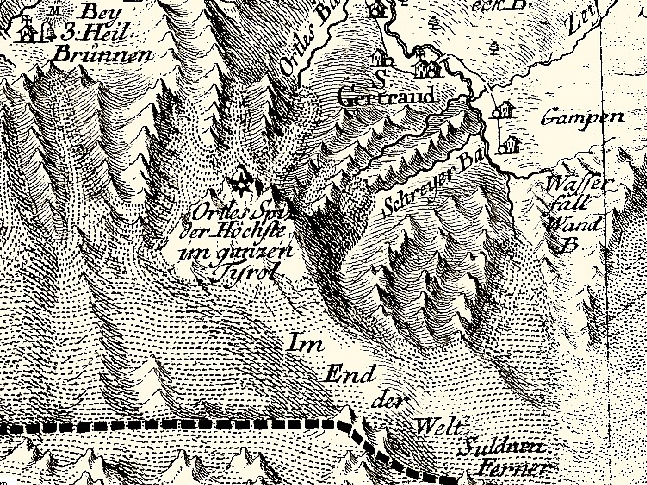
„Ortles Spiz“ im Atlas Tyrolensis aus dem Jahr 1774

Die große Höhe des Ortlers war trotz fehlenden Vermessungen schon früh bekannt, im Atlas Tyrolensis aus dem Jahr 1774, in dem der Berg erstmals auf einer Karte erscheint, ist er als „Ortles Spiz der Höchste im ganzen Tyrol“ verzeichnet. Damit war er auch der höchste Berg der Donaumonarchie.
1804 reiste Erzherzog Johann von Österreich durch Tirol und sah den Ortler vom Reschenpass aus. Er beauftragte daraufhin den Beamten Johannes Gebhard, die Erstbesteigung des Berges zu organisieren. Gebhard kam am 28. August 1804 in Sulden an und versprach den dortigen Bauern Geld für das Finden eines Weges zum Gipfel. In seiner Begleitung waren die zwei erfahrenen Bergsteiger Johann Leitner und Johann Klausner aus dem Zillertal, die als Erstbesteiger ausgewählt worden waren. Am nächsten Tag wurde mit der Erkundung des Weges begonnen, bis zum 13. September unternahmen die Männer vier weitere vergebliche Versuche, meist in der Nähe des heutigen Normalwegs. Der sechste Anlauf mit einem reisenden Harfenisten, der sich als erfahrener Bergsteiger dargestellt hatte, aber als Scharlatan erwies, scheiterte nach drei Tagen. Mehrere andere Anwärter, die einen unseriösen Eindruck hinterließen, lehnte Gebhard ab.

Die Erstbesteigung des Ortlers, Bild eines unbekannten Künstlers auf der Churburg

Am 26. September stellte sich Josef Pichler, genannt Pseyrer Josele, Gämsenjäger auf der Churburg in Schluderns, bei Gebhard vor. Er konnte durch das Angebot, nur im Erfolgsfall einen Lohn zu verlangen, Gebhards Vertrauen gewinnen. Noch am selben Tag brach er mit Leitner und Klausner auf. Anders als bei den vorigen Versuchen führte Pichler die Gruppe nicht von Sulden aus auf den Berg, sondern zuerst nach Trafoi und am nächsten Tag von dort aus auf den Unteren Ortlerferner. Ohne Kletterseil und Eispickel durchstiegen sie dann die Hinteren Wandlen. Ihre Route gilt heute als schwierig (II–III, 50° im Firn) und sehr gefährlich, wenngleich der genaue Verlauf bisweilen angezweifelt wird. Sie wurde später nur noch selten wiederholt. Als Grund dafür, einen so schwierigen Anstieg zu wählen, wird vermutet, dass Josef Pichler als Gämsenjäger sich im felsigen Gelände wohler fühlte und die für ihn ungewohnten Gletscherflächen zu meiden versuchte. Zwischen 10 und 11 Uhr vormittags erreichten Pichler, Klausner und Leitner den Gipfel, wo sie sich wegen heftigen Windes und großer Kälte nur wenige Minuten aufhalten konnten. Nach dem Abstieg über denselben Weg kamen sie um 8 Uhr Abends wieder in Trafoi an. Gebhard meldete am 1. Oktober Erzherzog Johann die Vollendung des „großen Werks“.
Der Erzherzog beauftragte daraufhin im Jahr 1805 Gebhard, eine erneute Besteigung des Ortlers zu organisieren und einen neuen Weg von Sulden aus zum Gipfel finden zu lassen. Wiederum unter der Leitung Josef Pichlers, diesmal mit der Hilfe von Johann und Michael Hell aus Passeier und einem unbekannten Jäger aus Langtaufers, wurde in der Nähe der heutigen Hintergrathütte ein Unterstand errichtet. Zwischen Juli und August bestiegen die vier Alpinisten den Ortler von hier aus zweimal über den „Hinteren Grat“. Dieser wird heute allgemein mit dem Hintergrat gleichgesetzt, vereinzelt wird aber auch vermutet, mit dem Hinteren Grat könnte der heutige Hochjochgrat gemeint gewesen sein. Diese Besteigungen, während denen der Weg auch teilweise mit Seilen versichert wurde, um später auch Gebhard den Aufstieg zu ermöglichen, gelten aus heutiger Sicht als herausragende alpinistische Leistungen. Da Schlechtwetter die Versicherungen wieder zerstörte und Gebhards Aufstieg vereitelte, zog sich dieser zeitweise nach Mals zurück. Dort erfuhr er, dass die Ortlerbesteigungen von vielen Menschen massiv angezweifelt wurden. Für die nächsten, hauptsächlich zur Wiederherstellung des Weges durchgeführten, Besteigungen am 27. und 28. August gab er Pichler daher eine große Fahne auf den Gipfel mit, die am 28. August auch tatsächlich von Mals aus erkannt werden konnte. Am 30. August konnte Gebhard schließlich, geführt von Pichler, in Begleitung des Stilfser Priesters Rechenmacher selbst den Gipfel erreichen und somit die erste touristische Besteigung des Ortlers vermelden. Die Gruppe verbrachte zwei Stunden am Gipfel, die für wissenschaftliche Messungen und das Suchen eines Ortes für eine geplante Steinpyramide genutzt wurden. Um alle restlichen Zweifel an den Besteigungen auszuräumen, organisierte Gebhard in den nächsten Tagen den Transport einer großen Menge brennbaren Materials auf den Gipfel, das schließlich am Abend des 13. September entzündet wurde. Das Feuer brannte zwei Stunden und war bis ins 20 km entfernte Mals mit freiem Auge zu sehen. Wenige Tage später bestieg Gebhard den Ortler abermals. Der Gipfel sollte in der Folge durch den Bau einer Hütte und eines dauerhaft versicherten Weges leichter zugänglich gemacht werden. Als 1805 infolge des Friedens von Pressburg Tirol und damit der Ortler bis 1814 an Bayern fiel, waren diese Pläne vorerst obsolet. Der Ortler wurde daraufhin 21 Jahre lang nicht mehr bestiegen.
1826 verpflichtete ein alpinistisch unerfahrener Wiener Offizier namens Schebelka wiederum Josef Pichler als Führer. Da der Hintergrat zu dieser Zeit nicht begehbar war, wählte Pichler den Weg der Erstbesteigung über die Hinteren Wandlen. Auch am 13. August 1834 wurde der Gipfel über diesen Anstieg erreicht: Peter Karl Thurwieser bestieg den Ortler abermals unter der Führung des mittlerweile 70 Jahre alten Josef Pichler, der allerdings am Oberen Ortlerferner zurückblieb, und dreier weiterer Einheimischer.

### Spätes 19. Jahrhundert

Julius von Payer, der Entdecker des heutigen Normalwegs

Nach Thurwiesers Besteigung 1834 blieb der Ortler in den folgenden 30 Jahren unbestiegen. Zwei Versuche, über eine neue Route durch die Stickle-Pleiß-Rinne nahe dem Pleißhorngrat den Gipfel zu erreichen, scheiterten. Die meisten namhaften Alpinisten konzentrierten sich in dieser Zeit vornehmlich auf die Viertausender der Westalpen; der Misserfolg der wenigen Besteigungsversuche in dieser Zeit wird den fehlenden alpinistischen Kenntnissen der einheimischen Führer zugeschrieben. 1864 kam der englische Bergsteiger Francis Fox Tuckett mit E.N. und H.E. Buxton und den zwei Schweizer Führern Christian Michel und Franz Biner in die Ortler-Alpen. Nachdem sie unter anderem den Monte Confinale und die Königspitze bestiegen hatten, versuchten sie eine neue Route von Trafoi über die Hohe Eisrinne und erreichten den Gipfel des Ortlers am 5. August 1864.
Im September 1864 fand der Engländer Headlam den Weg von Trafoi über den heutigen Standort der Payerhütte. Ein Jahr später, am 7. Juli 1865, erreichten Johann August Edmund Mojsisovics von Mojsvár und V. Reinstadler mit dem Führer Johann Pinggera diesen Weg erstmals von Sulden aus. Am 4. September desselben Jahres führte Pinggera Julius von Payer, der später die ersten genauen Karten des Ortlers und seiner Umgebung zeichnete, in einer Variante dieses Weges zum Gipfel und fand dabei den leichtesten Anstieg. Dies war die erste Ersteigung auf dem heutigen Normalweg und mit dem Abstieg der Seilschaft nach Trafoi auch die erste Überschreitung des Ortlers.
Der neue Weg über den Tabarettakamm wurde schnell populär, und der Ortler wurde immer häufiger bestiegen: während 1868 noch von 12 Besteigungen berichtet wurde, waren dies 1871 schon 51 und 1881 bereits 183. 1899 konnten bis zu 60 Besteiger pro Tag gezählt werden. 1875 wurde zu Erleichterung des Aufstiegs die erste Schutzhütte, die Payerhütte, errichtet. Mit der Berglhütte 1884, der als Bäckmannhütte bekannten ursprünglichen Hintergrathütte 1892, der Tabarettahütte 1894 und der Hochjochhütte 1901 folgten weitere Unterkünfte. Mit den später zerstörten Schutzhütten Edelweißhütte (erbaut 1899) und Alpenrosenhütte (erbaut 1910) im Trafoital gab es zwischenzeitlich sogar mehr Unterkünfte am Ortler als heute. Der Normalweg wurde 1888 mit Stahlseilen ausgebaut, um die Besteigung zu erleichtern. Der Meranerweg über den Pleißhorngrat wurde 1910 auf Initiative des Tourismuspioniers Theodor Christomannos versichert. Zu dieser Blütezeit des Ortler-Alpinismus entstanden darüber hinaus in Sulden und Trafoi zahlreiche Hotels und ein gut ausgebautes Bergführerwesen. Der Bergführerverband Sulden-Trafoi war bereits 1865 gegründet worden.
Theodor Harpprecht und sein Führer Peter Dangl entdeckten am 19. Juli 1872 den Weg über den Hintergrat wieder und erschlossen im Abstieg die Route über die Stickle-Pleiß-Rinne. Ein Jahr später, am 9. August 1873 fanden die beiden mit der Harpprecht-Rinne einen neuen Weg vom Suldenferner zum Hochjochgrat und gelangten über diesen zum Gipfel. Die durchgehende Begehung vom Hochjoch bis zum Gipfel, die bereits seit 1867 mehrfach versucht worden war, gelang jedoch erst Otto Schück mit Alois Pinggera und Peter Dangl am 15. Juni 1875. Damit war der vierte Weg zum Ortlergipfel gefunden, den Otto und Emil Zsigmondy 1881 erstmals führerlos begehen konnten. Otto Schück erschloss 1879 schließlich noch die nach ihm benannte, damals noch stark vereiste Rinne durch die Ostwand. Bei dieser Route handelte es sich ebenso wie bei der 1878 von B. Minnigerode, Alois und Josef Pinggera durchstiegenen Südwestrinne um einen reinen Eis- und Firnanstieg, der fast ausschließlich mit Hilfe der damals üblichen Technik des Stufenschlagens bewältigt wurde. Die britische Alpinistin Beatrice Tomasson durchstieg mit ihrem Führer Hans Sepp Pinggera 1898 erstmals die Südwestwand. Mit der Erstbegehung des Marltgrates durch O. Fischer, E. Matasek, R.H. Schmitt und L. Friedmann am 22. August 1889 und des Rothböckgrates durch H. Rothböck, F. Pinggera und F. Angerer am 30. Juni 1904 waren alle großen Grate des Ortlers begangen. Der Rothböckgrat galt daraufhin lange Zeit als schwierigste Route am Ortler.

### 20. Jahrhundert
Alle mit den damaligen Mitteln möglichen Wege waren Anfang des 20. Jahrhunderts durchstiegen. Während des Ersten Weltkriegs hatte der Ortler ausschließlich militärische Bedeutung (siehe Abschnitt „Gebirgskrieg“). Der Alpinismus im üblichen Sinn kam zum Erliegen; im Rahmen militärischer Operationen kam es jedoch zu Leistungen, die aus sportlicher Sicht bemerkenswert sind, wie etwa der Bewältigung des Normalwegs von der Payerhütte in 1:20 h.

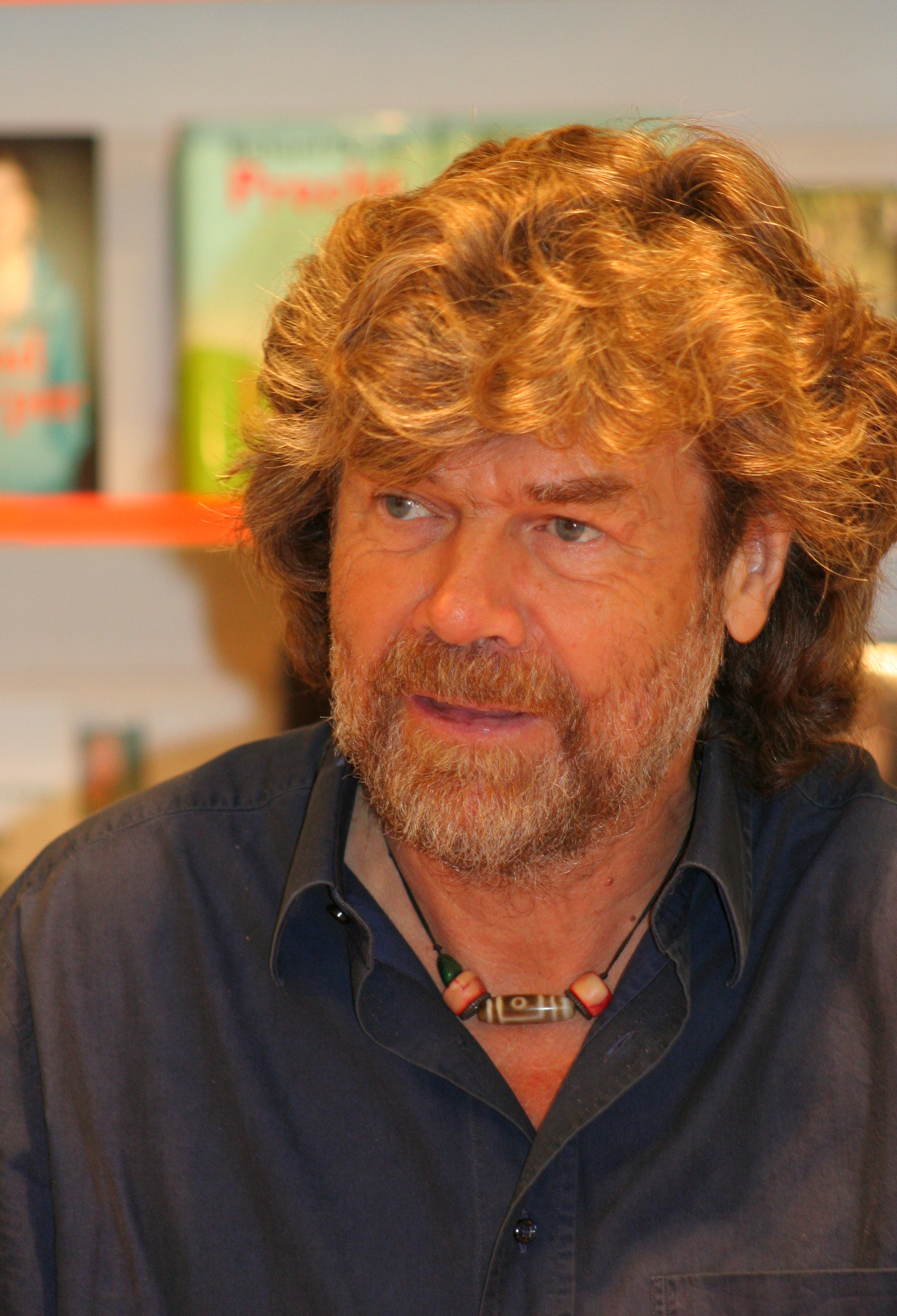
Reinhold Messner gelangen am Ortler drei Erstbegehungen

Die 1200 Meter hohe Nordwand, die höchste Eiswand der Ostalpen, galt nach dem Krieg als letztes ungelöstes Problem am Ortler. Nach einem gescheiterten Versuch durch Willy Merkl und Willo Welzenbach gelang am 22. Juni 1931 Hans Ertl und Franz Schmid in 17 Stunden die erste Durchsteigung. Anschließend wurde die Nordwand bis 1956 nicht mehr begangen. 1963 fanden P. Holl und H. Witt eine neue Route durch die Nordwand, die bis heute als eine der schwierigsten kombinierten Routen der Ostalpen gilt. Im selben Jahr gelang Dieter Drescher die erste Alleinbegehung der Ertlführe, am 22. Juli 1964 durchstiegen Reinhold und Günther Messner direkt den damals noch bestehenden Hängegletscher der Nordwand.
Zwar wurden seit den 1930er Jahren mehrere Neutouren auch außerhalb der Nordwand begangen, wie etwa der Soldàweg (1934), die Nordnordwestwand (1935) oder der Südwestpfeiler, dessen Erstbegehung durch Reinhold Messner, Hermann Magerer und Dietmar Oswald am 15. August 1976 filmisch dokumentiert wurde. Bei diesen Wegen handelte es sich jedoch um selten oder niemals wiederholte Touren.
Die Alpinisten des späten 20. Jahrhunderts suchten neue Herausforderungen am Ortler durch Winterbegehungen und Skibefahrungen. Nachdem der Normalweg bereits am 7. Januar 1880 durch Robert von Lendenfeld und Peter Dangl seine erste Winterbegehung erfahren hatte, wurden nun auch die schwierigeren Routen bei winterlichen Verhältnissen begangen, so die Nordwand 1964, der Marltgrat 1965 und der Rothböckgrat 1966. Heini Holzer befuhr 1971 die Schückrinne mit Skiern; 1975 gelang ihm auch die Abfahrt durch die Minnigeroderinne. K. Jeschke und M. Burtscher fuhren 1969 durch die Nordwand ab, wobei sie allerdings mehrmals abseilen mussten. 1982 gelang Andreas Orgler die erste durchgehende Befahrung. 1986 glückte Kurt Walde der erste Start vom Ortlergipfel mit einem Gleitschirm, nachdem er über die Nordwand aufgestiegen war.
Heute ist die Erschließungstätigkeit am Ortler weitgehend zum Stillstand gekommen. Erstbegehungen neuer Routen finden praktisch nicht mehr statt. Reinhold Messner fand 2004, als er anlässlich der 200-Jahr-Feiern der Erstbesteigung den Weg Josef Pichlers durch die Hinteren Wandlen wiederholen wollte, eine neue Variante zu diesem historischen Anstieg. 2004 wurde auch der lange Zeit verfallene Meraner Weg saniert und neu versichert, sodass es heute mit diesem, dem Normalweg und dem Hintergrat drei häufiger begangene Routen gibt.

## Gebirgskrieg

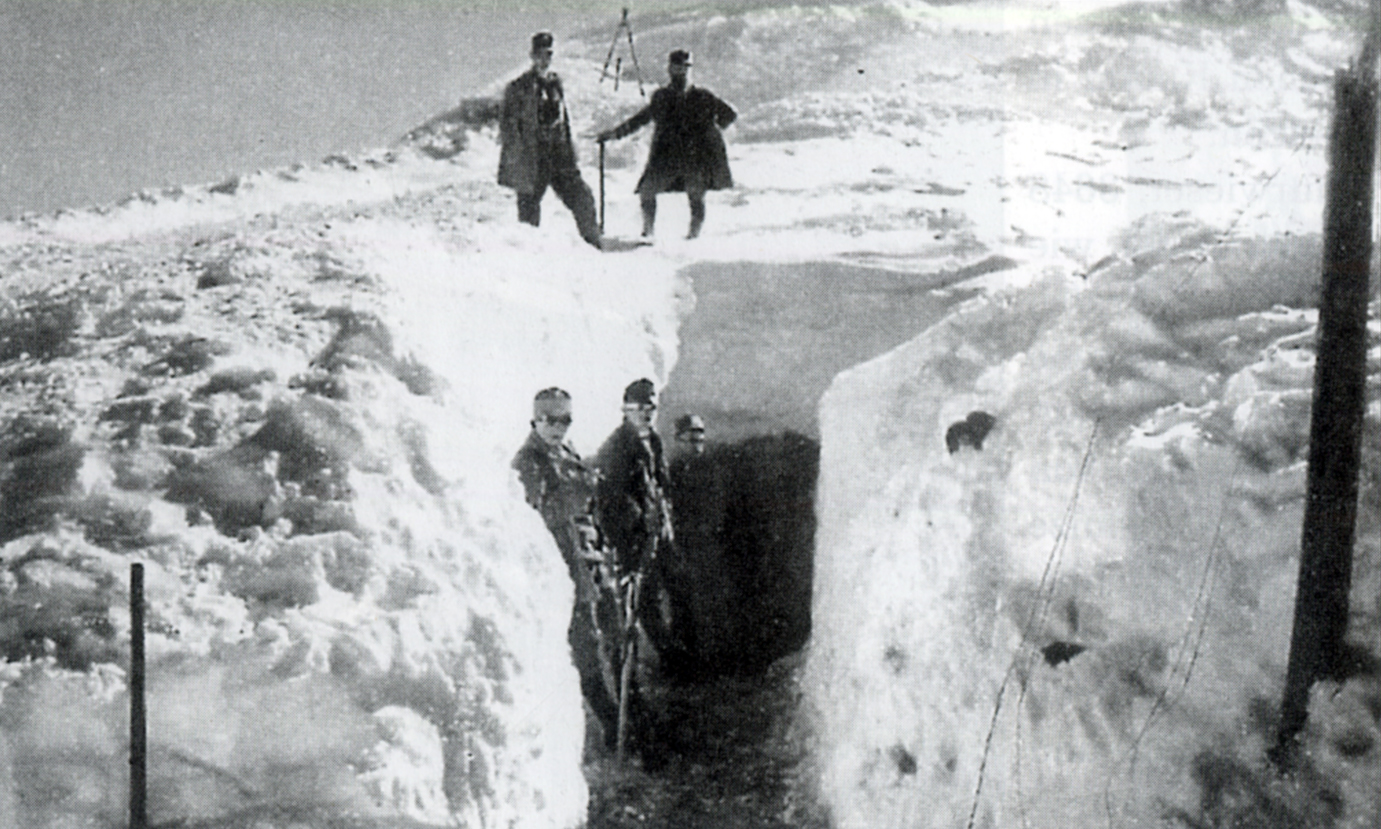
Eingang zur Mannschaftsbaracke im Gletschereis des Ortlergipfels

Zu Beginn des Gebirgskriegs 1915 schien das hochalpine Gelände der Ortlergruppe für militärische Operationen überhaupt nicht von Interesse, die österreichisch-ungarische Armee plante sich am Stilfser Joch, hauptsächlich jedoch tiefer, an der Straßensperre Gomagoi, gegen Italien zu verteidigen.
Die k.k. Standschützen begannen jedoch bereits damals mit der Besetzung mancher Gipfel bis in eine Höhe von 3700 m. Als die Alpini 1916 das Hochjoch, den Ortlerpass, die Trafoier Eiswand und die Thurwieserspitze okkupierten und erste italienische Patrouillen am Ortlergipfel gesichtet wurden, befürchtete man eine Besetzung dieses strategisch wichtigen Punktes durch Italien und verlagerte den Kampf zusehends ins Gebirge. Von Sulden aus wurde eine Seilbahn errichtet, mit der man in 20 Minuten die Payerhütte erreichen konnte. Eine weitere kleine Materialseilbahn führte bis knapp unter den Gipfel, am Tschierfeck wurde ein erster Unterstand erbaut. Ab Sommer 1916 befand sich am Gipfelplateau des Ortlers die höchste Stellung des gesamten Krieges. Hier lebten bis zu 30 Soldaten in einem Stollen, der in das Gletschereis gesprengt und geschlagen worden war. Es wurde eine Reserve an Proviant und Brennstoff für bis zu drei Wochen gelagert, es gab eine hochwertige Feldtelefonleitung, eine Wetterstation und sogar ein kleines Fotolabor. Ein weiterer Stollen von 150 Metern Länge erstreckte sich vom Vorgipfel zum Hochjochgrat. Hier wurde mit Stacheldrahtverhauen und einer dauernd besetzten Maschinengewehrstellung versucht, einen etwaigen italienischen Angriff über den Hochjochgrat abzuwehren.
Während der Hauptgipfel selbst nur von einer kleinen Feldwache besetzt war, befanden sich am Vorgipfel ein Schützengraben und bereits ab 1916 eine erste Kanone. Es handelte sich um eine Gebirgskanone M99 mit einem Kaliber von 7 cm, die sich heute im Heeresgeschichtlichen Museum in Wien befindet. Dieses veraltete Geschütz mit Baujahr 1899 verfügte über keinen Rohrrücklauf und wenig Treffsicherheit, war aber wegen seiner höheren Position den wesentlich moderneren italienischen Kanonen auf Thurwieserspitze und Trafoier Eiswand überlegen, die das Gipfelplateau des Ortlers fast nie trafen. Später wurde die Kanone durch eine zweite verstärkt, auch am Pleißhorn wurden noch Geschütze aufgestellt. 1917 zogen russische Kriegsgefangene zwei größere 10,5-cm-Geschütze zum Gipfel. Bei diesen M75-Feldgeschützen des Baujahres 1875 handelte es sich um bereits sehr alte, aber qualitativ hochwertigere Geräte, die neben einer höheren Treffsicherheit auch eine größere Reichweite aufwiesen. Eine wichtige Rolle spielten die Stellungen am Ortler-Vorgipfel und am Pleißhorn bei der Zerstörung der italienischen MG-Stellung auf der Thurwieserspitze im August 1916 und bei der Eroberung der Trafoier Eiswand durch die österreichische Armee am 3. September 1917, auch die Hohe Schneide (3434 m) konnte von hier beschossen werden.
Die größten Gefahren auf der Ortlerstellung kamen nicht vom Beschuss durch die italienische Armee, sondern von den klimatischen Verhältnissen in der großen Höhe. Am 4. März 1914 kamen beim Aufstieg zur Payerhütte 15 Angehörige einer militärischen Schiabteilung durch eine Lawine ums Leben. Besonders im strengen Winter 1916/1917 kam es an der Ortlerfront zu vielen Lawinenunglücken, die Gipfelstellung war mit mehreren Metern Schnee bedeckt und bis zu einer Woche von der Außenwelt abgeschnitten. Das Telefonnetz brach des Öfteren zusammen, sodass ein Netz aus optischen Signalstationen, die zumindest bei guter Sicht Nachrichten von Gipfel zu Gipfel übermitteln konnten, als Notbehelf dienen musste. Als 1918 abermals die Telefonleitung zerstört wurde, griff man auf Brieftauben zurück. Etwas tiefer hingegen, auf der per Seilbahn leicht erreichbaren Payerhütte, gab es kaum solche Probleme. Sie wurde als sicherer Ort häufig von Prominenten besucht, die die Front besichtigen wollten. Darunter war etwa der Entdecker Sven Hedin, Erzherzog Joseph bestieg sogar den Gipfel. Die Ortlerfront wurde infolge solcher Besuche häufig als „Salonfront“ bezeichnet. Dieser auch militärintern verbreitete Ruf spielte eine große Rolle bei der trotz ihrer wichtigen strategischen Rolle lange Zeit mangelnden Bewaffnung der Stellungen am Ortler.
1918 erfolgte ein weiterer Ausbau der Stellung, allerdings wurde nun die Versorgungssituation schlechter. Militärische Zwischenfälle waren im letzten Kriegsjahr kaum zu verzeichnen. Nachdem es bereits in den Tagen davor zu einigen Irritationen um einen vermeintlichen Waffenstillstand gekommen war, wurde schließlich am 4. November der Ortlergipfel geräumt. Viel Ausrüstung blieb dabei zurück. Der Verbleib einiger der Kanonen ist bis heute ungeklärt, sie befinden sich vermutlich im Gletschereis. Neben Resten der Unterstände ist bis heute ein Stacheldrahtverhau am Hochjochgrat zu finden, das Eis gibt immer wieder Ausrüstungsgegenstände der Soldaten und sogar noch scharfe Munition frei.

## Gipfelzeichen auf dem Ortler

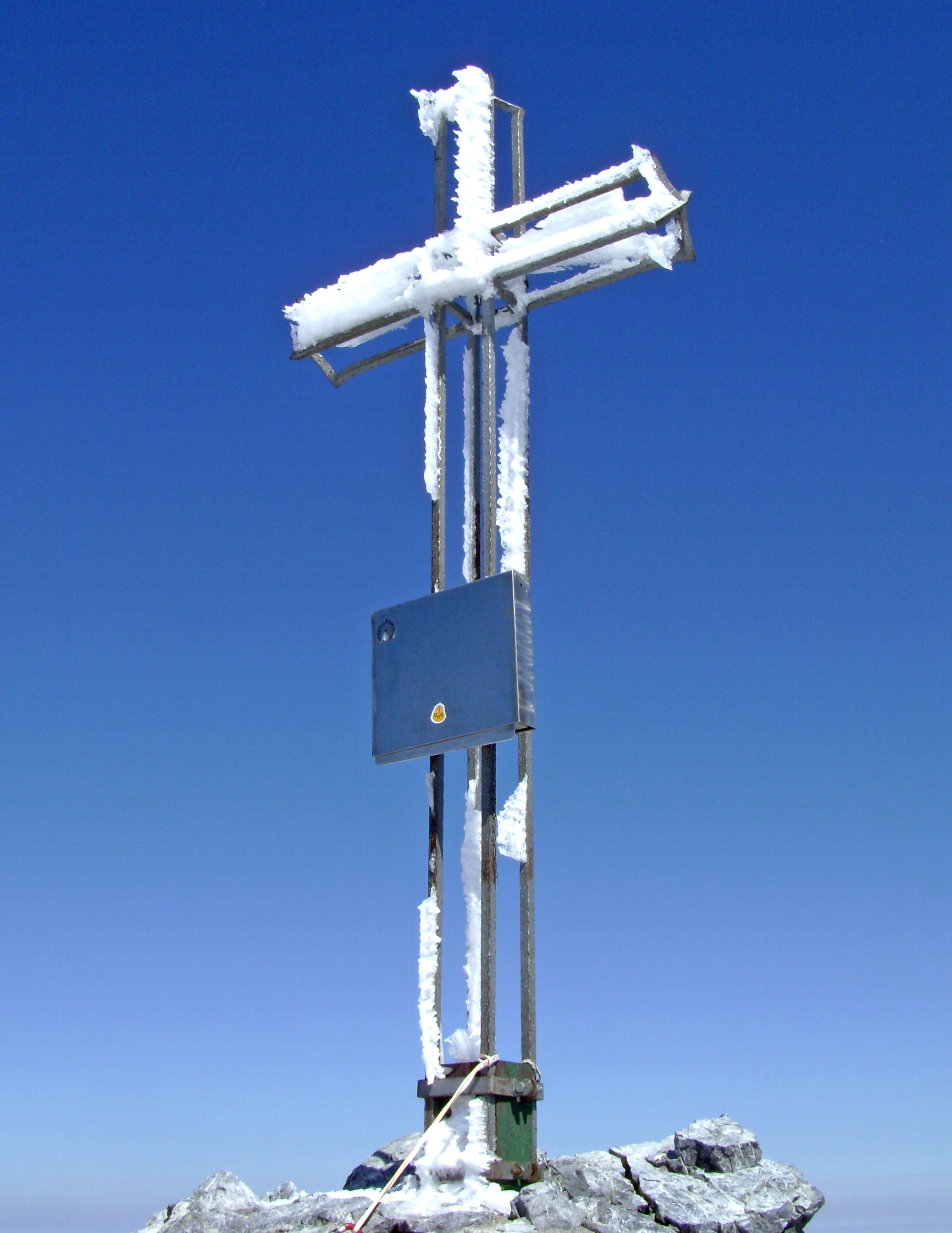
Früheres, im August 2012 abgestürztes Gipfelkreuz
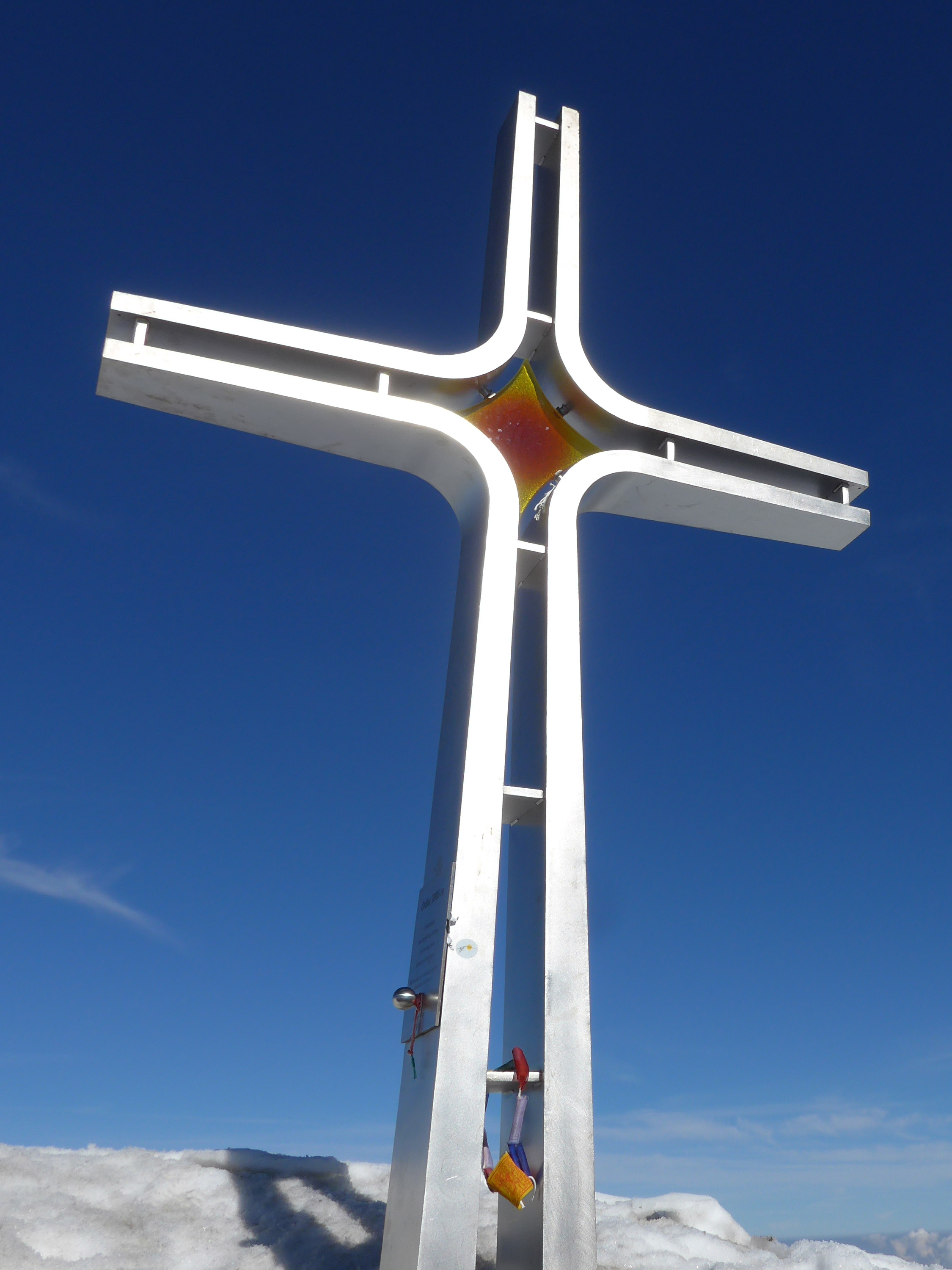
Aktuelles, im Juni 2013 aufgestelltes Kreuz

Die ersten Pläne zur Errichtung eines Gipfelzeichens auf dem Ortler fasste bereits der Organisator der Erstbesteigung, Johannes Gebhard, im Jahr 1804. Er legte auch schon den genauen Ort fest. Geplant war eine 26 Fuß hohe Steinpyramide sowie eine Wetterstation. Mit den Vorarbeiten am Gipfel wie dem Einebnen eines Platzes und dem Brechen von Steinen wurde schon begonnen. Der zeitweilige Verlust Tirols für das Habsburgerreich zwischen 1805 und 1814 bedeutete neben einer langjährigen Unterbrechung der Ortlerbesteigungen auch das Ende dieser Pläne.
Erst 1888 wurde in Wien aus Anlass des 40-jährigen Regierungsjubiläums von Kaiser Franz Joseph I. das Ortler-Komité gegründet, das sich die Aufstellung des fünf Meter hohen Kaiser-Franz-Joseph-Obelisken auf dem Ortler zur Aufgabe machte. Zu dieser Zeit wurden auf Gipfeln vermehrt statt der üblichen Gipfelkreuze Pyramiden, Fahnen und andere Zeichen weltlicher Macht angebracht. Die Aufstellung wurde jedoch von den alpinen Vereinen, besonders vom Vizepräsidenten des österreichischen Alpenklubs Julius Meurer, als undurchführbar bekämpft und schließlich verhindert. So kam es zum Jubiläum am 3. Dezember 1888 nicht zur geplanten Einweihung des Denkmals, stattdessen wurde die Fahne des Hauses Habsburg am Gipfel gehisst. Der Obelisk wurde später am Stilfser Joch aufgestellt und trägt heute eine 1925 von den Faschisten angebrachte Inschrift. Er ist nicht zu verwechseln mit einem weiteren Obelisken an der Stilfser-Joch-Straße, der 1884 vom Österreichischen Alpenklub zu Ehren des Erstbesteigers Josef Pichler errichtet wurde.
Am 1. August 1954 errichtete schließlich die Sektion Vinschgau des Alpenvereins Südtirol zum 150. Jahrestag der Erstbesteigung ein Gipfelkreuz. Das 3,5 Meter hohe Kreuz war mit den Worten „Gott mit uns“ und „1804 – 150 Jahre Ortlerbesteigung – 1954“ beschriftet und wurde am 29. September 1954, dem Tag nach der 150-Jahr-Feier in Trafoi eingeweiht. Aus Anlass des 200. Jubiläums der Erstbesteigung wurde das Kreuz 2004 renoviert und am 31. Mai neu errichtet und gesegnet. Am Kreuz war auch ein Gipfelbuch angebracht. Vermutlich am 26. August 2012 wurde das Kreuz aus seiner Verankerung gerissen und stürzte in die Schückrinne.
In der Folge fertigten Berufsschüler aus Schlanders und Brixen ein neues, etwa 380 kg schweres Gipfelkreuz aus Edelstahl. Am 12. Juni 2013 wurde es mit einem Hubschrauber auf den Berggipfel gebracht und dort montiert.

## Der Ortler in Kunst und Populärkultur

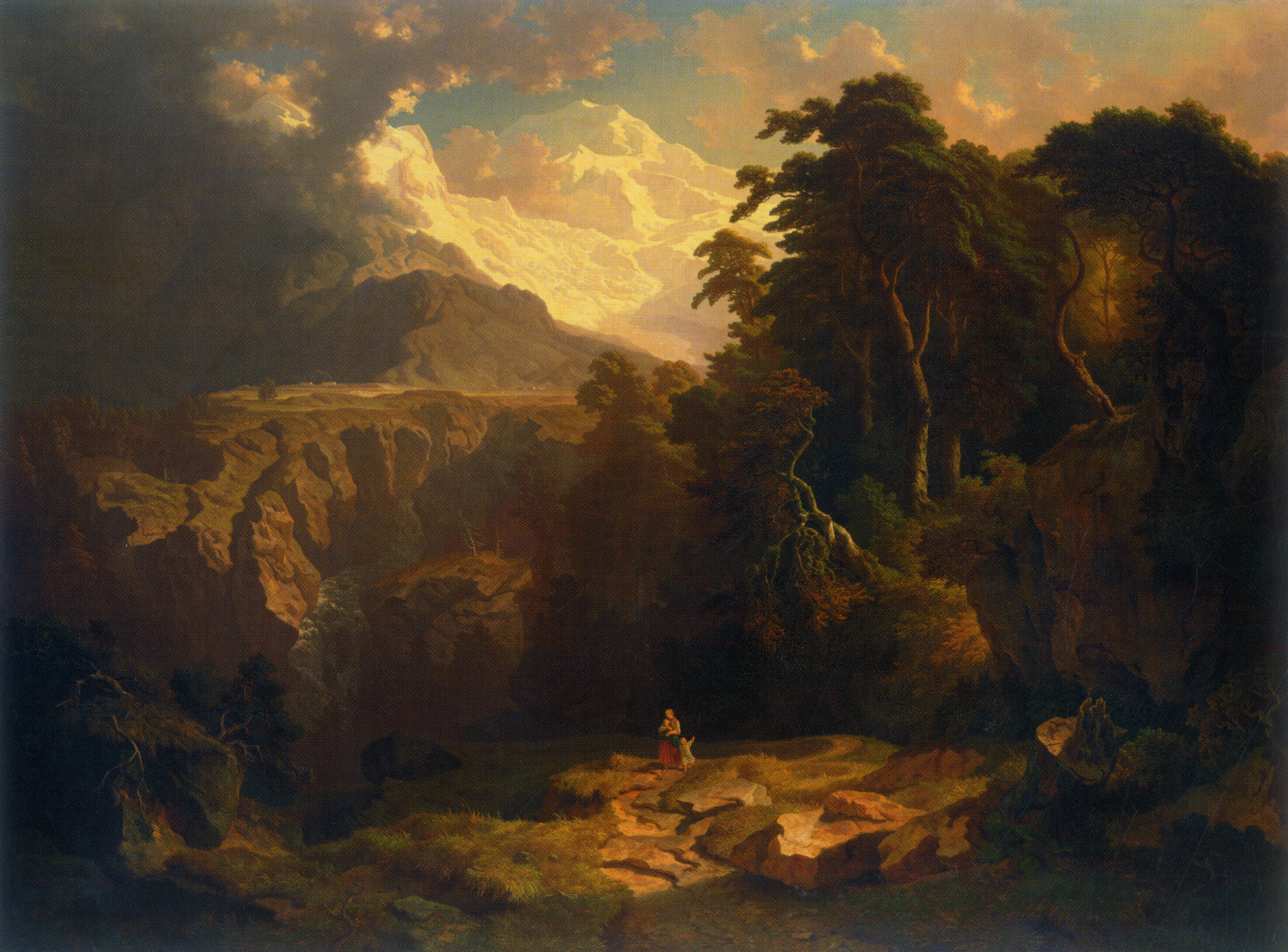
Hochgebirgslandschaft Ortlergruppe. Ölgemälde von Heinrich Heinlein, 1845

Darstellungen des Ortlers zur Zeit seiner Erstbesteigung, wie etwa jene des Wiener Malers Ferdinand Runk, stellen den weithin sichtbaren Berg noch vorwiegend als Hintergrund der abgebildeten Dörfer und Burgen dar. Neben Darstellungen lokaler Künstler wie etwa Johann Georg Schaedler kam es ab den 1820er Jahren zu einer Popularisierung der Ortleransichten vor allem durch Druckgrafiken in Reiseberichten und touristischen Alben. Ein Beispiel hierfür war Jakob Alt, der den Berg in mehreren Lithografien und Aquarellen darstellte. Weitere Künstler dieser Zeit, wie Thomas Ender und Eduard Gurk, stellten den Ortler bereits äußerst detailliert dar, eine Entwicklung, die mit Edward Theodore Compton ihren Höhepunkt erreichte. Compton, selber erfahrener Alpinist, malte den Ortler nicht nur in Gesamtansichten aus zahlreichen Perspektiven, sondern stellte auch Details der Gletscher sowie Bergsteiger beim Aufstieg und am Gipfel dar. Im Gegensatz dazu gestalteten Künstler wie Franz Richard Unterberger und Heinrich Heinlein ihre Ortlerdarstellungen aus einer romantischeren Perspektive.
In der Literatur entsprachen etwa die Ballade „Die Bergfrau vom Ortles“ von Karl Egon Ebert, in der die Reise eines mystischen Bergfräuleins vom Ortler in die Welt beschrieben wird, oder das Gedicht „Ortles“ von Angelika von Hörmann dieser romantischen Sicht. Der Expressionist Emil Nolde stellte den Berg 1898 in seinem Bild „Der Ortler träumt von verschwundenen Zeiten“ als schlafenden Riesen dar.

Im 19. Jahrhundert kam es zu einer starken nationalistisch-ideologischen Vereinnahmung des Ortlers. Bereits 1838 wird in Johann Chrysostomus Senns patriotischem Gedicht Der rothe Tiroler Adler das Alpenglühen am Ortlergipfel als Grund für die rote Farbe des Tiroler Wappentiers genannt. Adolf Pichler griff dieses Motiv auf und stilisierte den Ortler in seinem Gedicht Am Orteles zum Sitz des Tiroler Adlers, der dort an die Siege Andreas Hofers erinnert. Politische Vereinigungen wie der Südmark-Bund der Deutschen zur Erhaltung ihres Volkstums im In- und Ausland inszenierten später den höchsten Berg der Monarchie auf Wehrschatzmarken als Grenzpfeiler der deutschen Kultur. Durch die Bedeutung während des Gebirgskriegs wurde diese Tendenz noch verstärkt und der Ortler in der Kriegspropaganda instrumentalisiert. Eine Darstellung der Ortlergeschütze vom österreichischen Maler Max von Poosch (1872–1968) mit dem Titel „Ortlerwacht“ wurde in Nachdrucken in der ganzen Monarchie verbreitet, das Kriegsfürsorgeamt brachte Postkarten des Ortlers heraus.

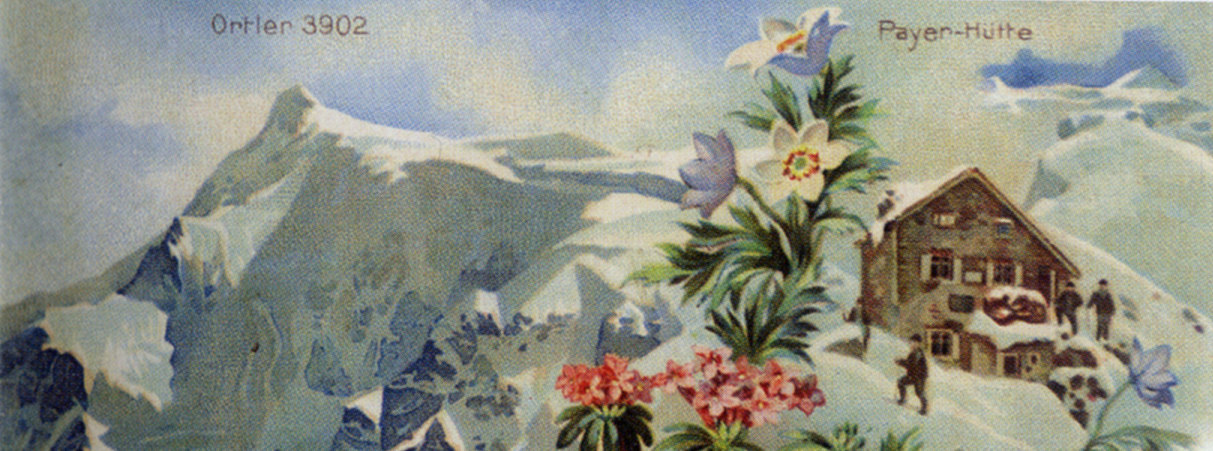
Der Ortler als Werbesujet (Milka-Schokolade)

 Auch in der Literatur wurde die Ortlerfront glorifiziert, Georg von Ompteda etwa beschrieb die Besatzung der Ortlerstellung als „Die letzten Goten vom Vesuv“. Das Bozner Bergsteigerlied aus dem Jahr 1926 greift während der offiziellen Nichtexistenz Südtirols in der Zeit des Faschismus die symbolische Bedeutung des „König Ortler“ als westliche Begrenzung des Landes auf.
Ab Ende des 19. Jahrhunderts rückte der Ortler in den Fokus der Fremdenverkehrswerbung und wurde als Werbeträger für verschiedenste Produkte, wie etwa Liebigs Fleisch-Extract oder Milka-Schokolade eingesetzt. Bis heute werden etwa Speck und Käse unter dem Namen Ortler vermarktet.